# Panhard Dynavia
La Dynavia è una Concept car costruita dalla casa automobilistica francese Panhard nel 1948, basata sulla Dyna X.

## Storia
Verso la fine della seconda guerra mondiale, i vertici della Panhard et Levassor, che negli anni precedenti al conflitto avevano accumulato una certa notorietà nel mondo dei trasporti terrestri (va ricordato che questa azienda è stata una delle più antiche case automobilistiche produttrici di automobili e veicoli militari del mondo), ebbero paura per lo svolgimento bellico che avrebbe portato solo miseria e distruzione nel secondo dopoguerra, quindi avrebbe inevitabilmente alterato la domanda degli acquirenti che diressero i loro interessi verso auto più economiche dalle modeste cilindrate sfavorendo il mercato delle automobili di fascia alta (ovvero l'intera gamma Panhard dell'epoca).
Lo stilista Louis Bionier ha iniziato a sviluppare una piccola "voiture populaire"(vettura popolare) mossa dal nuovo motore boxer a due cilindri raffreddato ad aria ideato dall'ingegnere francese Louis Delagarde,  Allo stesso tempo, il progettista Jean-Albert Grégoire stava lavorando su un'automobile denominata "Automobile Légère Grégoire" (ALG), successivamente rinominata AFG (Aluminium Français Grégoire) quando il consorzio nazionale di alluminio si interessò al progetto.
La prima vettura creata dalla blasonata casa automobilistica che utilizzò la filosofia di auto "superleggera", fu la Panhard Dyna X, che fece il suo debutto nel 1945 come prototipo (l'avvenuta messa in vendita e in circolazione avvenne 3 anni dopo).
In poche parole L'AFG (futura Dynavia) è stato un piccolo veicolo a trazione anteriore avente un ridottissimo peso, infatti pesava complessivamente solo 400 kg per via dell'uso di Alpax usato per lo chassis in alternativa del comune acciaio,  la carrozzeria era fatta interamente in alluminio.

## Dati tecnici

### Motore
La Dynavia è stata costruita sul telaio della Dyna X, ovvero, spinta da un motore Boxer a due cilindri OHV GM600 da 610 cm³ di fabbricazione Panhard posto sull'avantreno con la trazione anteriore attraverso un cambio manuale a quattro marce sincronizzato avente un comando a parte che offre la possibilità della ruota libera;

### Sospensioni
Le sospensioni, indipendenti su tutte e quattro le ruote davano al guidatore una sensazione di stabilità, I freni sono a tamburo su tutte le ruote.

### Carrozzeria
La carrozzeria a 2 porte è stata eseguita in Duralinox, una lega composita di alluminio e magnesio., La forma di Dynavia ha determinato un Coefficiente aerodinamico (cx) di soli 0,26 (un risultato estremamente basso per una vettura dell'immediato dopoguerra!). L'automobile è stata progettata per ospitare quattro persone, anche se il corpo stretto e la curvatura del tetto limitano lo spazio passeggero.
A differenza della sua antenata AFG, la Dynavia pesava circa 650 kg, ed era più pesante dell'equivalente Dyna X, Il suo propulsore è in grado di sviluppare circa 28 CV a 4000 giri/min permettendo alla vettura una velocità massima di 131 km/h, Il consumo di carburante si aggira tra i 3,5 e i 5 litri per 100 km.

#### Corpo vettura

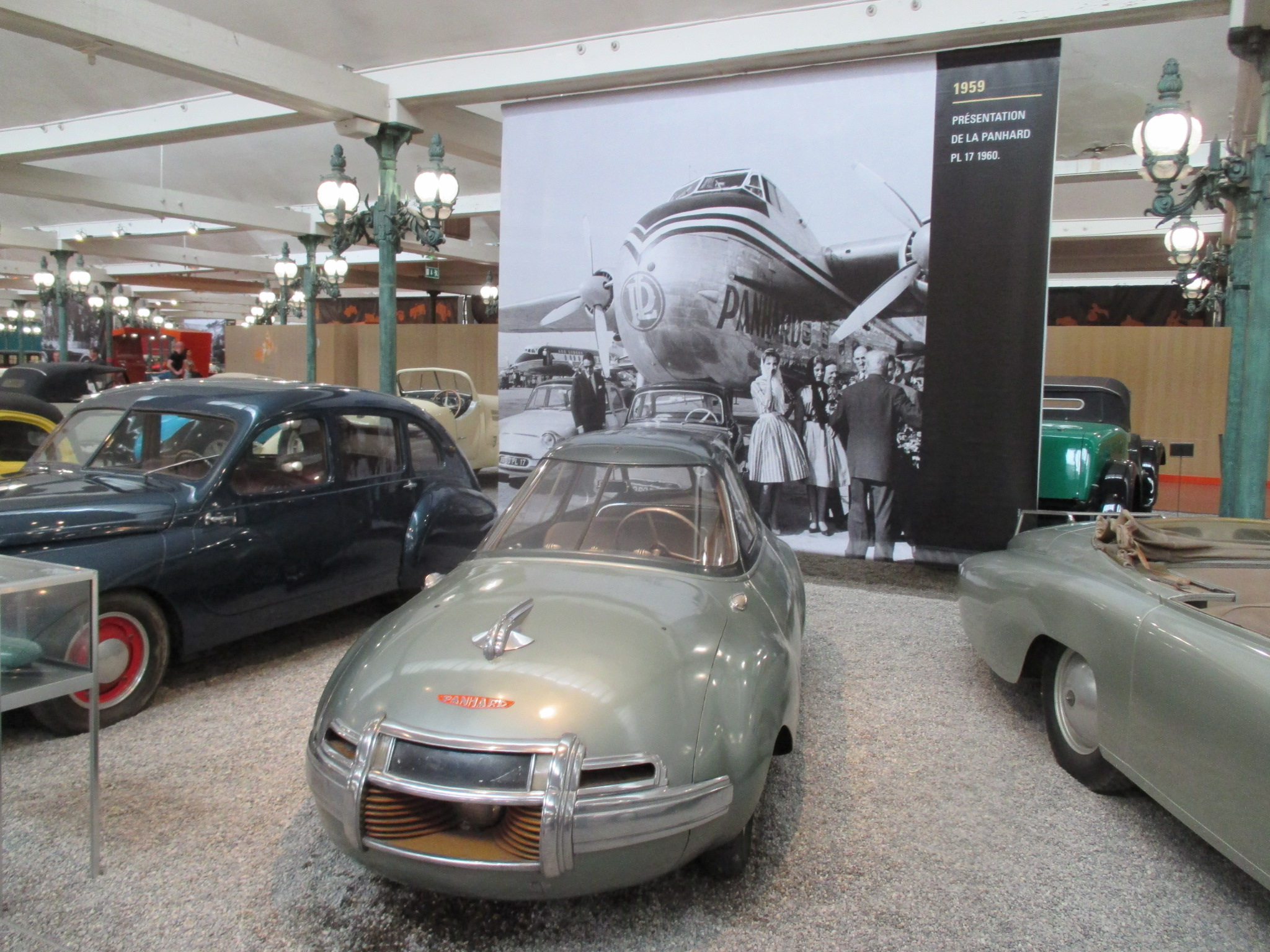
Vista anteriore della Dynavia

L'aspetto della vettura è caratterizzato da una forma a goccia a tratti estremi richiamando vagamente le forme un aeroplano, voluta dall'ingegnere Bionier per rendere la carrozzeria dell'auto più efficiente in campo della aerodinamica, ispirandosi agli uccelli ed ai pesci (questi ultimi per il corpo vettura), Inoltre, il design è anche il risultato di esperimenti da lui conseguiti nel 1947 con un modello in scala di una vettura omologata per 7 posti che aveva effettuato nella galleria del vento all'Institut Aérotechnique a Saint-Cyr presso Parigi, il cofano e la calandra sono di forma bulbosa e racchiudono centralmente un fendinebbia posto centralmente alla griglia del raffreddamento (questa particolarità venne riproposta sulla successiva Dyna z)  e due fessure ove sono posti gli anabbaglianti e abbaglianti, i gruppi ottici per gli indicatori di direzione e luci di posizione sono montati direttamente davanti al parabrezza (un'altra auto simile per questo accorgimento, era la Fiat 600 1ª serie) un altro dettaglio che caratterizza questa vettura e quelle dei veicoli aerodinamici dell'epoca, è l'estremità affusolata posta a sbalzo nella parte terminale del posteriore, inoltre sono presenti dettagli pregiati di ottone sia esteriormente che internamente.

#### Interni
Gli interni si presentano come le vetture classiche di scuola Panhard, ovvero: ricche di dettagli e decori sfarzosi in ottone, il cruscotto è in legno di mogano e il volante a 3 razze anche esso è in legno (come tutte le vetture dell'epoca), la plancia del tachimetro sono decorati con dettagli dalle forme oblique.

## Debutto
La Dynavia è stata presentata per la prima volta al Salone dell'Auto di Parigi del 1948, la prima impressione che suscitò il pubblico è stata di notevole ammirazione, che a sua volta la stampa scrisse un'ottima recensione sulla tale vettura.
Questa macchina rimase di proprietà Panhard fino a quando non vendette la propria quota finanziaria alla Citroen nel 1968, dopo tale data, l'auto venne ceduta al Cité de l'automobile di Mulhouse. 
Dato il successo, una Delle due Dynavia venne venduta ad un proprietario privato in Svizzera, successivamente a causa di un incidente stradale, la vettura venne rottamata.
Come già citato, l'impressione favorevole della clientela che rimase ammaliata dalla forma estremamente aerodinamica, incoraggiarono Paul Panhard (nipote del fondatore) a convincere Bionier per la progettazione di un corpo vettura per la futura Panhard Dyna Z.